# Pirda
Il Pirda (in russo Пирда?) è un fiume della Russia siberiana orientale, affluente di destra della Ejka (nel bacino della Tunguska Inferiore). Scorre nell'Ėvenkijskij rajon del Territorio di Krasnojarsk.
Il fiume ha origine da un piccolo lago a 1 km dal confine con la Jakuzia e scorre nella taiga tra gli speroni sud-occidentali dell'altopiano del Viljuj, nella zona del permafrost, in direzione prevalentemente meridionale. Il fiume ha una lunghezza di 243 km, il bacino misura 4 990 km². Sfocia nella Ejka a 115 km dalla foce. Non ci sono insediamenti nel bacino del fiume.